# Стшелин
Стшѐлин (на чешки: Střelín) е град в Югозападна Полша, Долносилезко войводство. Административен център е на Стшелински окръг, както и на градско-селската Стшелинска община. Заема площ от 10,34 км2.